# L'Écho de la timbrologie
L'Écho de la Timbrologie est un magazine mensuel français consacré à toutes les disciplines de la philatélie - histoire postale, cartophilie, polaires, maximaphilie, marcophilie ou fiscaux. Il s'agit de la plus ancienne revue philatélique au monde encore publiée. Cette publication de qualité parait non seulement dans une version papier luxueuse, mais également en ligne, dans la bibliothèque en ligne Yvert & Tellier (sur abonnement). La revue cesse de paraître en janvier 2025, en publiant son dernier numéro à cette date.

## Historique
À l'origine, il s'agit d'un bulletin d'annonces philatéliques publié à 5 000 exemplaires par Edmond Frémy, alors installé à Douai (Nord), dont le premier numéro parait le 15 novembre 1887. Il sort des presses de l'imprimerie de la famille Yvert à Amiens. Théodule Tellier, maître-imprimeur et philatéliste, associé de l'entreprise à partir de 1889, en a la responsabilité. En 1890, la maladie empêche Frémy de continuer la rédaction de L'Écho de la Timbrologie qu'il confie à Tellier.
En 1895, Louis Yvert décide de consacrer son énergie d'entrepreneur dans la philatélie. Il publie un catalogue de timbres dès 1896 et devient rédacteur en chef de L'Écho de la Timbrologie. Ses fils Henri et Pierre avec son gendre Jean Gervais prennent sa suite. L'actuel directeur de la rédaction de L'Écho de la Timbrologie, Benoît Gervais, est le petit-fils de Jean Gervais. De 2014 à 2025, l'impression de L'Écho de la Timbrologie a été réalisée par la société normande Corlet. Sophie Bastide-Bernardin fut la rédactrice en chef de L'Écho de la Timbrologie de 2009 à janvier 2025.
Ce magazine a cessé de paraître depuis janvier 2025. La société éditrice a pensé que cette revue faisait double emploi avec Timbres magazine et que le mot "timbrologie" n'avait jamais été usité.

## Atout Timbres
En 1996 est créé un journal papier rattaché au groupe de L'Écho de la Timbrologie : Atout Timbres. D'un prix de vente peu élevé (en 2024, 2,90 € en kiosque), il s'en tient, lors de sa création, aux illustrations en noir et blanc, mais il est édité en couleurs depuis 2008. Au départ destiné aux jeunes, sa formule pédagogique, tout en étant ouverte à de multiples sujets, séduit nombre de collectionneurs adultes au fil du temps. Ce journal est conçu par la même équipe que L'Écho de la Timbrologie – directeur Benoît Gervais, rédactrice en chef, Sophie Bastide-Bernardin, depuis 2009.